# Skorradalshreppur
Skorradalshreppur (kiejtése: ˈskɔrːaˌtalsˌr̥ehpʏr̥) önkormányzat Izland Nyugati régiójában.
2017-ben a közeli erőműhöz tartozó Andakílsárvirkjun-víztározót tévedésből leeresztették, így az Andakílsá folyóba került több mint húszezer tonna iszap kiirtotta a folyó élővilágát. Az erőművet üzemeltető Orka náttúrunnart egymillió koronára büntették. 2018 májusára a víz élővilága helyreállt.